# Laguna de los Pozuelos
La Lagune de los Pozuelos en Argentine, est un petit lac salé et endoréique se trouvant sur un haut-plateau totalement entouré de cordons montagneux, à plus ou moins 3 600 m d'altitude, dans la province de Jujuy. En 1981 on y a créé une réserve naturelle appelée le Monumento Natural Laguna de los Pozuelos (Monument naturel Lagune de los Pozuelos).

## Description
Il s'agit d'un petit bassin fermé, vers le centre duquel les torrents issus de précipitations très faibles, convergent et forment ainsi une lagune salée. Bassin fermé, car la lagune est dépourvue d'émissaire et les sels amenés au cours des millénaires par les petits affluents se sont concentrés dans ses eaux.
Sa superficie fluctue au rythme des périodes séculaires de sècheresse-humidité et annuelles des saisons été-hiver, car son bassin fermé et sec est soumis à l'évaporation importante de l'été. La lagune a une superficie de plus ou moins 15 000 hectares. Dans les années 1990-1995, elle a subi une forte rétraction, jusqu'à n'avoir plus qu'une centaine d'hectares dans les mois les plus secs.

## Faune
On y trouve une faune aviaire aquatique riche et variée incluant 44 espèces. C'est cette richesse là qui a motivé la création de ce qu'on appelle le Monumento Natural Laguna de los Pozuelos. Les oiseaux les plus significatifs sont les flamants, dont le nombre atteint là jusqu'à 25 000 individus. Ces superbes oiseaux aquatiques de grande taille nidifient sur les plages, y formant des colonies. Ils s'alimentent de très petites algues et invertébrés. Trois espèces de flamants se partagent le terrain : le flamant du Chili ou flamant austral d'abord, et deux espèces propres à la puna, le flamant des Andes et le flamant de James. Toutes trois ayant des régimes alimentaires différents, il n'y a pas de compétition entre elles.
On rencontre aussi de grandes quantités de canards de plusieurs espèces dont la sarcelle de la Puna, surtout à l'embouchure du río Cincel. Celle-ci est exclusive de la région.
On trouve aussi trois espèces de rallidés (gallaretas) : la Gallinule poule-d'eau, la Foulque cornue et la Foulque géante. Ces oiseaux aquatiques s'alimentent principalement de plantes et de petits invertébrés. Ils construisent leur nid avec des joncs et d'autres plantes aquatiques.
Il y a aussi des nandous et des avocettes des Andes, curieux échassiers de 45 cm. au bec retroussé.
Mentionnons aussi que dans les environs de la lagune, on peut observer des groupes de vigognes, camélidé protégé car devenu très rare (sa fourrure a une grande valeur commerciale).

## Protection
Le parc a été reconnu réserve de biosphère par l'Unesco en 1990.
Le site est protégé au titre de site Ramsar depuis le 4 mai 1992 pour l'importance de ses zones humides.

## Galerie

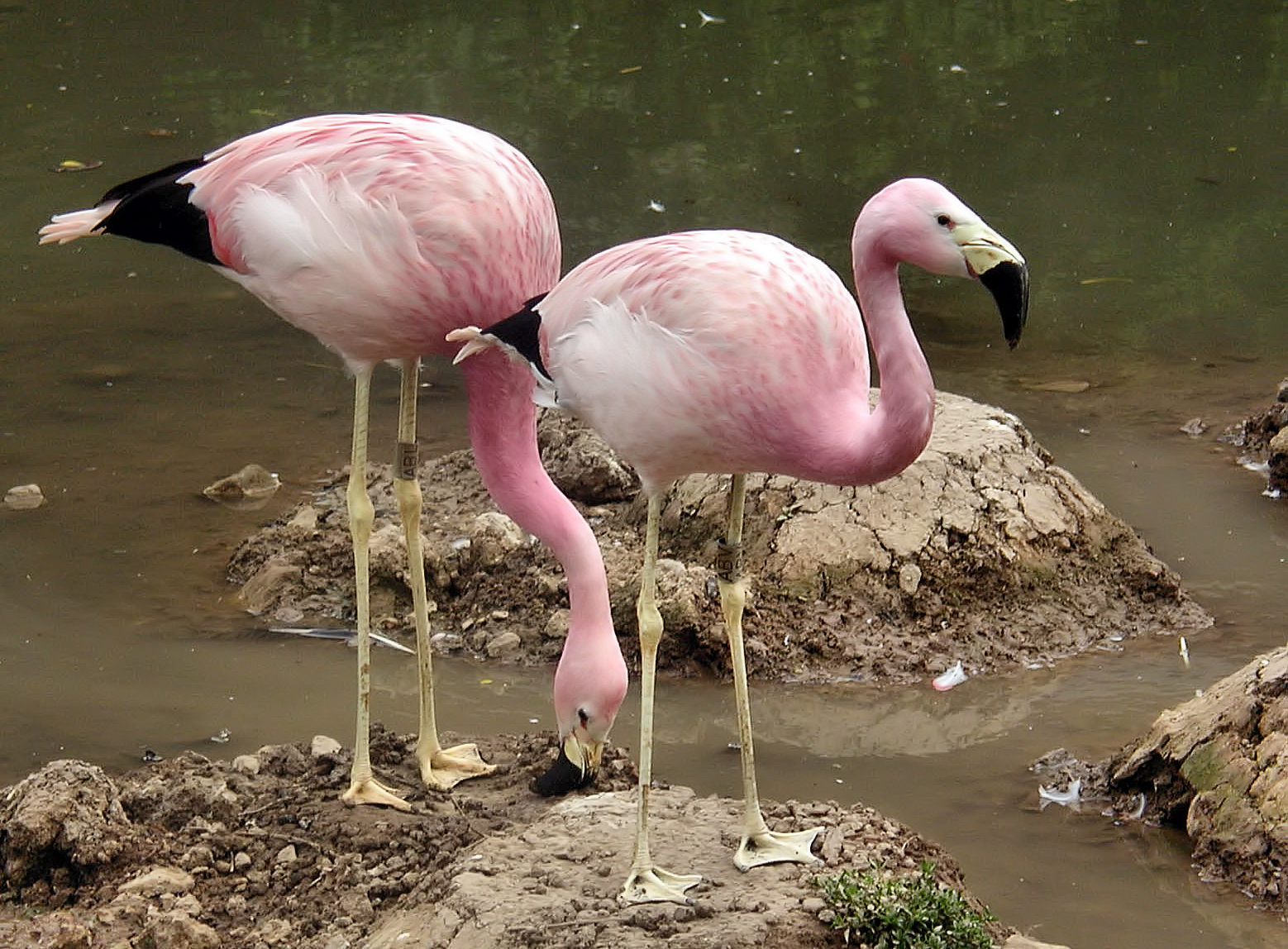
Flamants des Andes (Phoenicoparrus andinus)
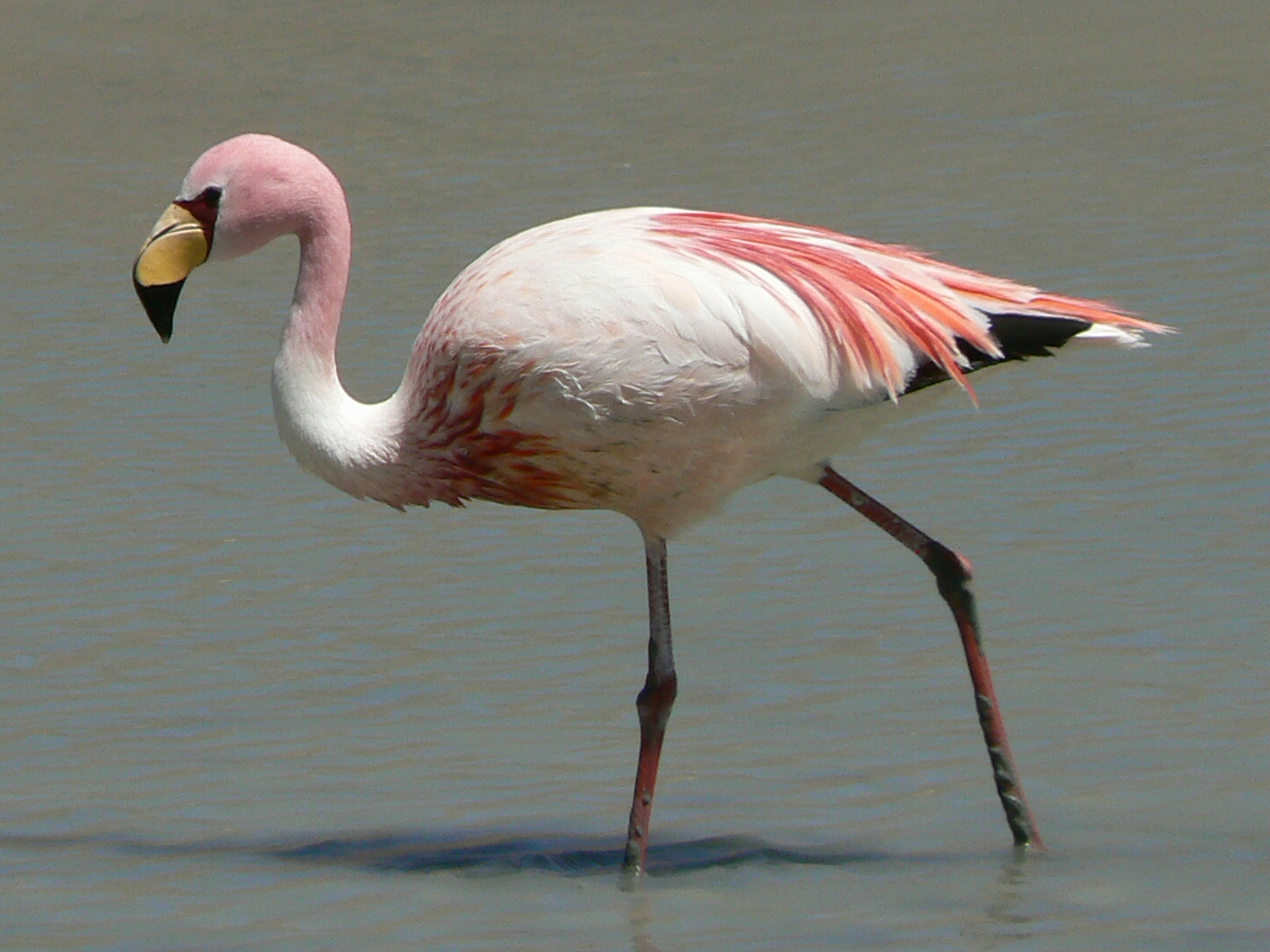
Flamant de James (Phoenicoparrus jamesi)
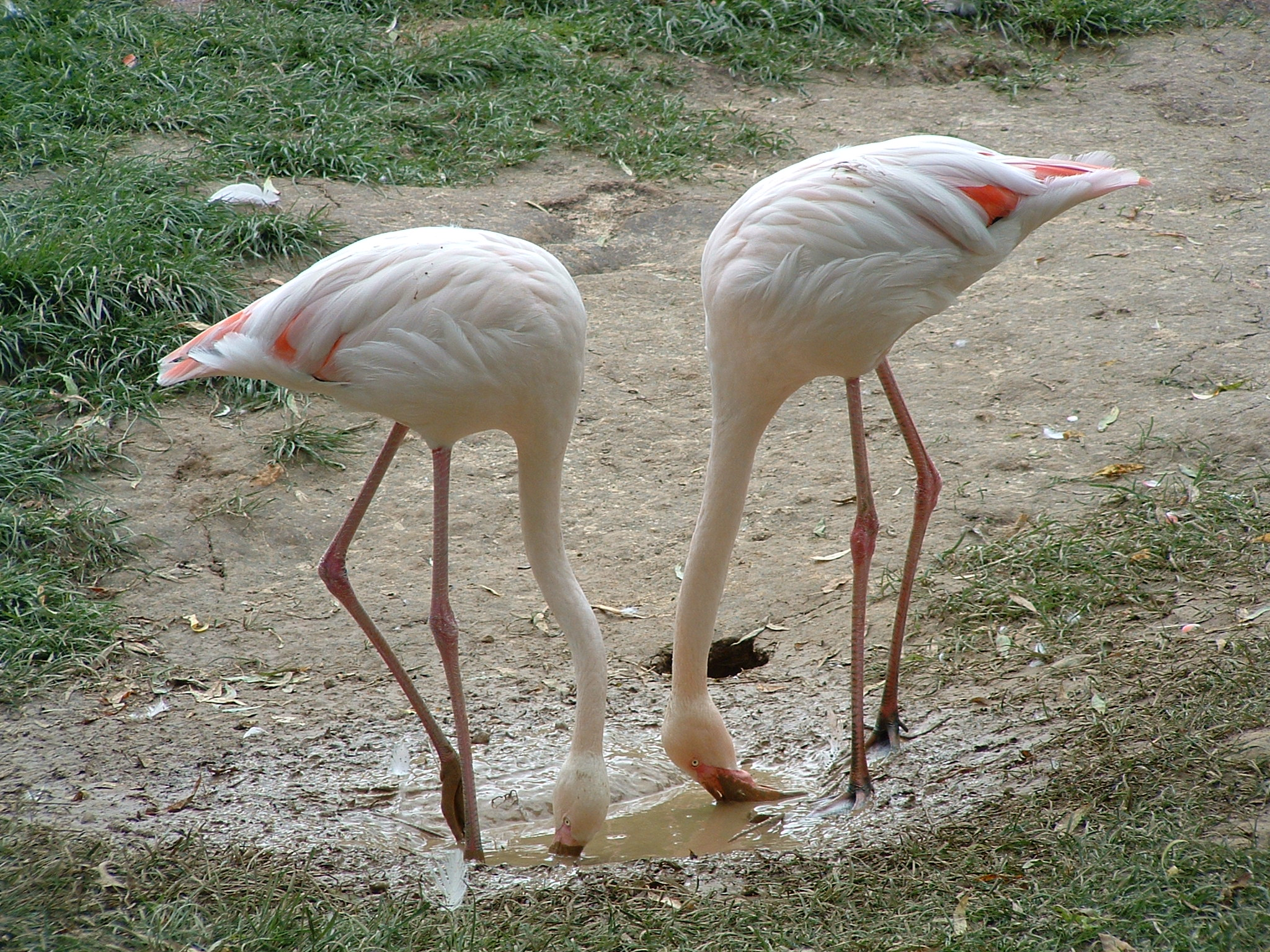
Flamants du Chili (Phoenicopterus chilensis)

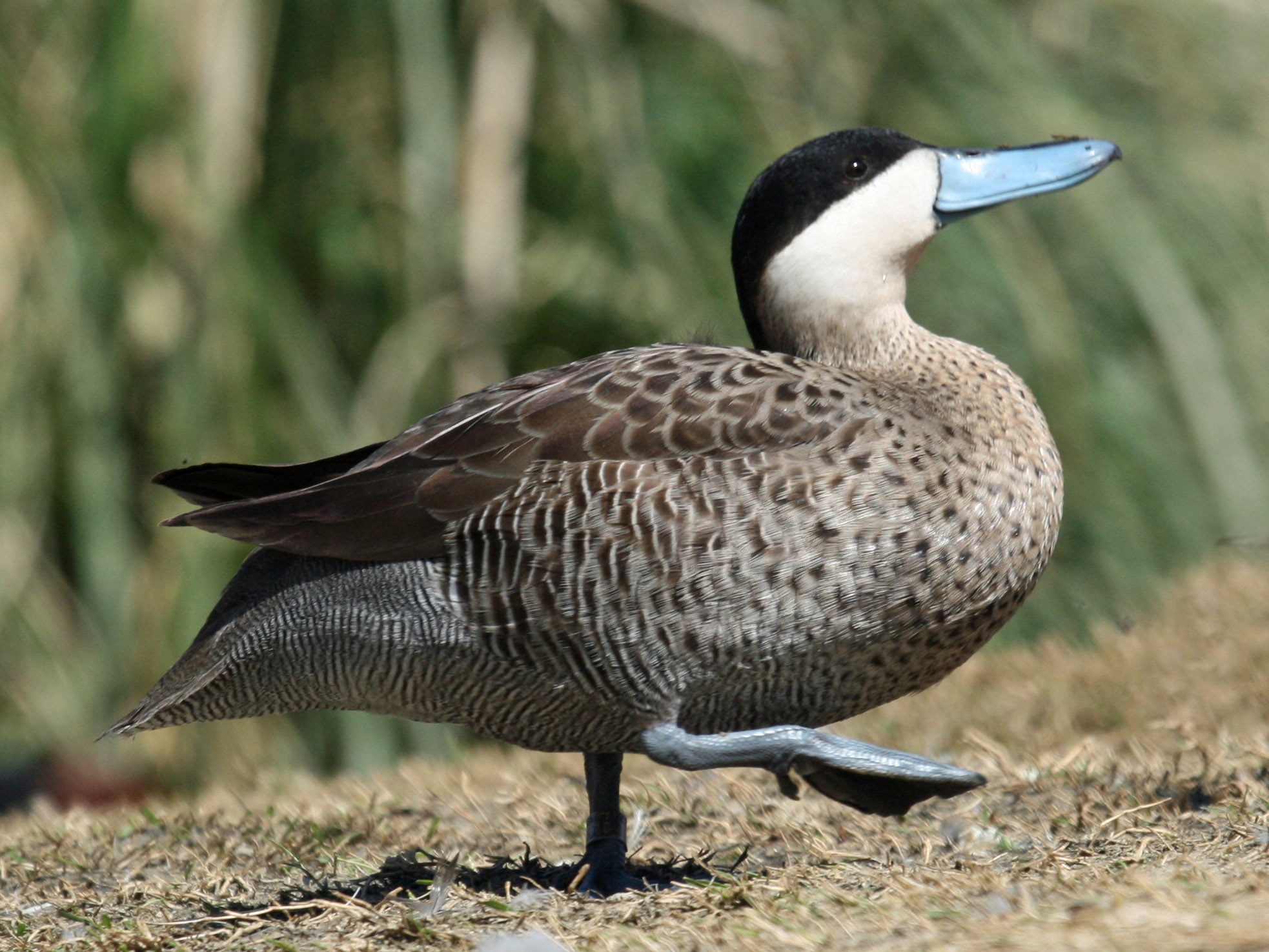
Sarcelle de la Puna (Anas puna)
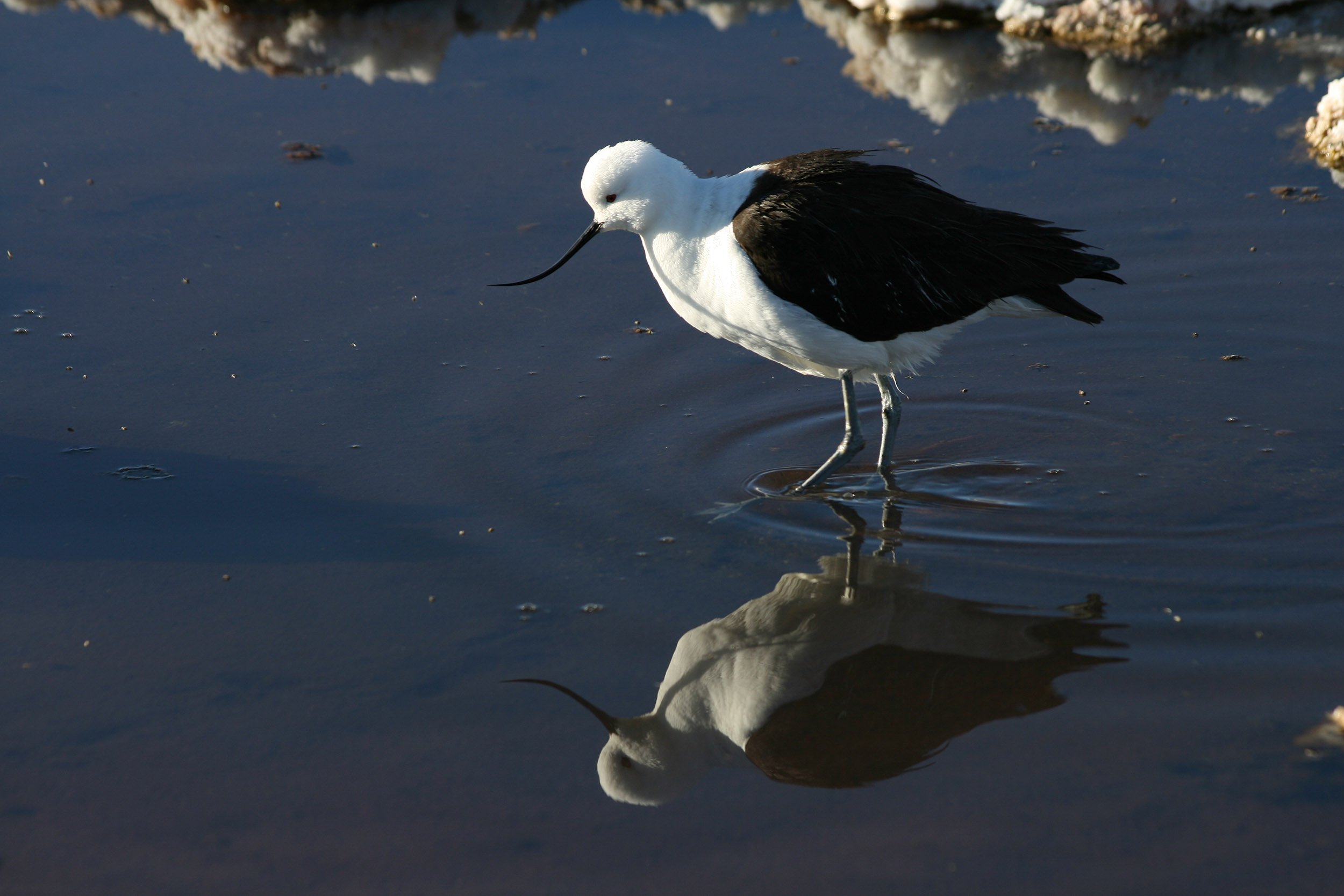
Avocette des Andes (Recurvirostra andina)
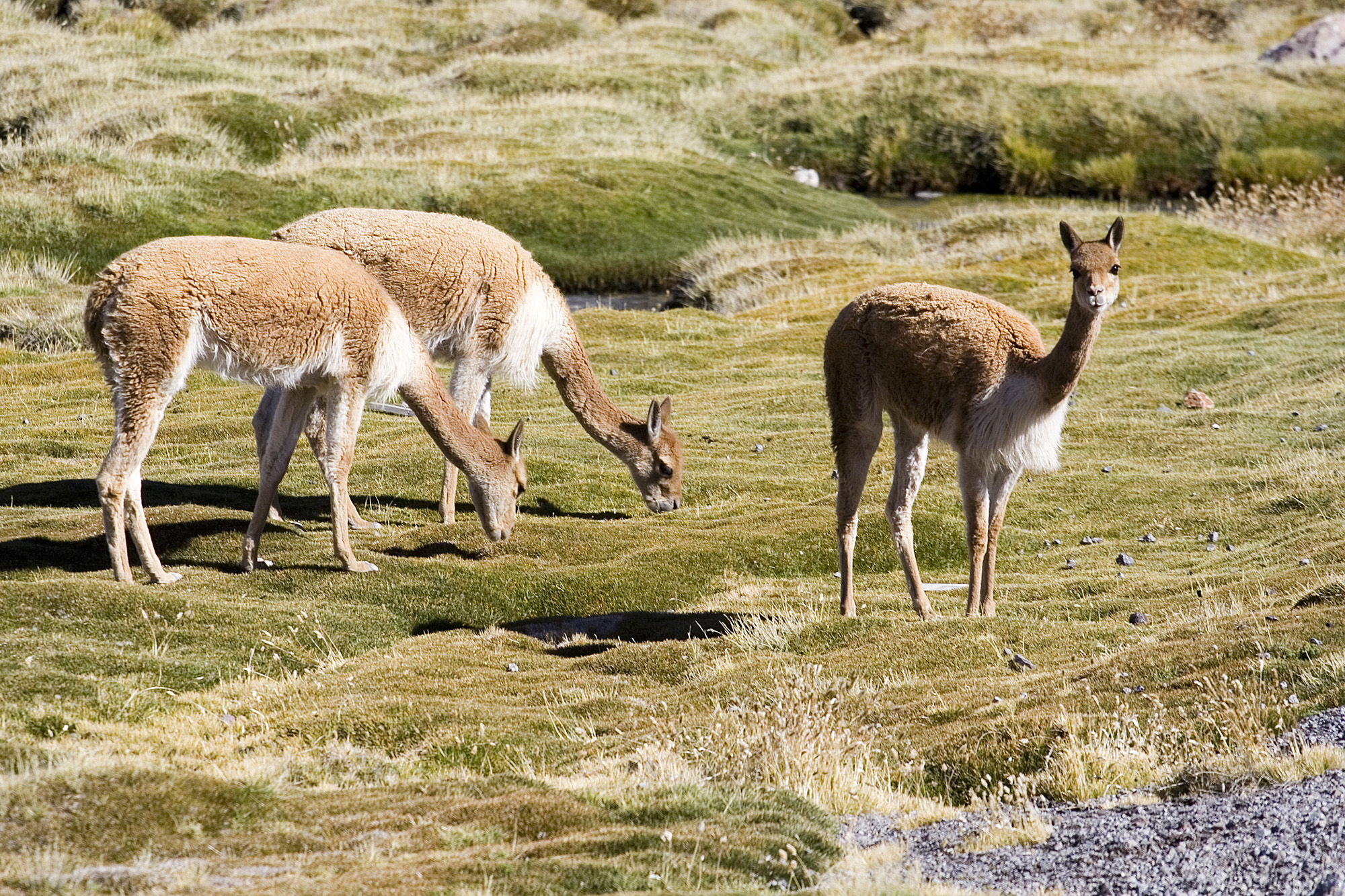
Vigognes (Vicugna vicugna)

## Mode d'accès
Depuis San Salvador de Jujuy, il y a 220 km par la route nationale nº 9, jusqu'à la ville de Abra Pampa. De là, par la route provinciale nº 7, on y arrive après avoir parcouru 50 kilomètres.
Depuis La Quiaca, on y accède par la route provinciale n° 5 jusque Cieneguillas, où il faut emprunter la route provinciale n° 69, puis la provinciale n° 7 jusqu'au parc naturel. Ce trajet n'a qu'une centaine de kilomètres de long.
Signalons pour le touriste ou le visiteur qu'aucune infrastructure de logement n'existe sur les lieux et qu'il faut pour cela retourner à La Quiaca, à la frontière bolivienne.